# فهرس الملف التحليلي
نظام الـAPI      وهو نظام يعمل على مبدأ فهرست الصفات التحليلية، وقد قامت بإنتاجه شركة (BiAMerieux) الفرنسية، يستخدم نظام API 20 فقط في العراق ولم يتبع نظام API 32 وقد تم تثبيت الاحتياج من قبل دائرة بيئة بغداد لهذا النظام لاستخدامه في الفحوصات الجرثومية. 
ويتكون هذا النظام من العديد من الأنظمة الفرعية كل فرع يخدم تشخيصاً بكتيرياً أو مجموعة منها ومثال ذلك:
1. API32E(لتشخيص الـEnierobacteria)
2. API32C(لتشخيص الخمائرYeasts)
3. API32A(لتشخيص البكتريا اللاهوائية)

توجد المواد الأساسية للفحوصات كمواد جافة في حجرات(capsule) موجودة على شريط عريض كما هي موضحة في الصورة ادناه حيث تضاف البكتريا المراد فحصها إلى هذه المواد داخل الحجرات وتحتضن لمدة 4-6ساعات (Rapid test) في بعض الأحيان وغالباً 24 ساعة وتقرأ النتيجة.
وقد ادخل هذا النظام إلى المملكة الأردنية الهاشمية خلال المؤتمر الأردني الأول للطب المختبري الذي عقد في عمان عام 1997، حيث قدمت شركة BIOMerieux عرضاً لهذه الأجهزة وكيفية عملها وعرضت منتجات اوسع لنظام الـAPI حيث يحتوي 32 فحصاً بدلاً من 20 فحص، مما فتح مجالاً واسعاً للدقة في مجال تشخيص أنواع كثيرة من البكتريا. حيث دخل هذا النظام إلى مديرية المختبرات والنوعية عام 1999.
```
ويستخدم نظام الـAPI في :
```

1. لتشخيص البكتريا.[4] [5] [6]
2. لتشخيص الفطريات.
3. فحص حساسية البكتريا للمضادات الحيوية.

ويتكون نظام الـAPI من:-
1. Hardware
2. Software
3. The Concumables المستهلكات

```
Hardware ويتضمن :
```

•	Mini API والذي يتكون من:-
أ‌- الكومبيوتر.
ب‌- الشاشة.
ت‌- الطابعة.
ث‌- لوحة المفاتيح.
ج‌- Strip reader.
- الـ Densimat:- وهو يستخدم لقياس كثافة المحلول البكتيري (Allow to adjust thedensity of the bacterial suspensions) وحدة قياس كثافة البكتريا في المحلول تسمى (Mef) Mac Farland.
- Elctronic Pipette الماصة الإلكترونية.

2-	 Software وله عدة وظائف منها :
- ترجمة أو تفسير المعلومات والنتائج
- تخزين النتائج على الـ hard disk .
- طباعة النتائج.

3-	 المستهلكات (The consumable) وتتكون من :
a.	الـ strips
b.	اوراق الطباعة
c.	الـ pipette tips
نظام الـ API يقوم بنوعين من القراءة 
1-	 الـ Colorimetric Readin: تعتمد قراءة النتائج على التغيرات اللونية لمحتويات هذه الحجرات. مثال : ID32E 
- حيث تقيس هذه الطريقة نفاذية الضوء لكل حجرة وذلك باستخدام 4 فلاتر: برتقالي، بنفسجي، ازرق ، اخضر.
- وتتم القراءة في 4 خطوات ( 2Entry + 2exit).

2-	 Turbidine phelometric reading : مثال:ID32 GN
Turbidimetry: measurement of the intensity of transmitted light (T) which is inversely proportional to the amount of bacteria growth.
وهو يعني قياس الضوء الداخل إلى العينة ويتناسب عكسياً مع كمية النمو البكتيري(كثافة البكتريا).
Nephelometry: measurement of the intensity of light scattered (S) which is directly proportional to the amount of bacteria growth.
وهو يعني قياس شدة الضوء المتشتت ويتناسب طردياً مع كمية النمو البكتيري(كثافة البكتريا). وتتم القراءة في خطوتين ( 1 entry +1exit).
طريقة العمل باستخدام هذا النظام:-
أولاً- نبدأ عادة بتصنيف البكتريا بعمل صبغة غرام للتأكد من نوع البكتريا في ما إذا كانت موجبة أو سالبة لصبغة غرام وهذه الخطوة الأولى في عملية التصنيف بشكل عام وكذلك هي إحدى شروط استخدام هذا النظام.
- صبغة جرام:

```
صبغة جرام صبغة تفريقية، وتعتبر من أهم طرق الصبغ استعمالاً في البكتريولوجي.وباستعمال هذه الطريقة يمكن تقسيم البكتريا إلى مجموعتين(موجبة لصبغة كرام وسالبة لصبغة كرام) ويعتقد أن سبب الاختلافات في الصبغ بين هذين النوعيين من الخلايا يعود إلى الاختلافات الموجودة في طبيعة وتركيب جدار هذه الخلايا، حيث نجد ان جدار البكتريا الموجبة لصبغة جرام يتكون أساساً من طبقة سميكة من الببتيدوجلايكن، بينما نجد ان جدار البكتريا السالبة لصبغة جرام يتركب من عدة طبقات طبقة رقيقة من الببتيدوجلايكن محاطة بطبقات خارجية من البروتين واللبيدات وعديدة السكريات. وان الاختلاف بين نوعي البكتريا في درجة نفاذية هذه التركيبات السطحية للمحاليل المستعملة في صبغة جرام هو الذي يسبب التفرقة في الصبغ.
```

تحتاج صبغة جرام إلى أربعة محاليل مختلفة هي:-
أ‌-	 صبغة قاعدية (الصبغة الأساسية) الكرستال البنفسجي.
ب‌-	 مرسخ (محلول اليود).
ت‌-	 عامل مزيل اللون(كحول).
ث‌-	 صبغة مضادة(صبغة ثانية) السيفرانين.
1-	الصبغة الأساسية :- تستخدم لإعطاء الخلايا لوناً مميزاً (اللون البنفسجي).
2-	اما المرسخ فهو عبارة عن مادة تزيد الجذب بين الخلية والصبغة وباستعمال المادة المرسخة فان الخلية تصبغ بقوة.
3-	العامل مزيل اللون :- وهو عبارة عن مادة تزيل الصبغة من الخلية المصبوغة. بعض الخلايا المصبوغة تزول صبغتها بسهولة أكثر من الخلايا الأخرى.وفي صبغة جرام فان التفرقة بين أنواع البكتريا تعود إلى الاختلافات في سرعة ازالة الصبغة بين تلك الأنواع.
4-	الصبغة المضادة (الصبغة الثانية) :- هي صبغة تختلف في لونها عن لون الصبغة الأساسية المستعملة، والغرض من استعمال الصبغة المضادة هو إعطاء الخلايا التي ازيلت منها الصبغة الأساسية لوناً يختلف عن لون الصبغة الأساسية.وهذا يعني ان الخلايا التي لم تزال منها الصبغة الأساسية، تحتفظ بلون الصبغة الأساسية (اللون البنفسجي) وتسمى موجبة جرام اما الخلايا التي ازيلت منها الصبغة الأساسية فإنها تاخذ لون الصبغة المضادة (اللون الأحمر) وتسمى سالبة جرام.
- محاليل صبغة جرام يمكن الحصول عليها على شكل عبوات مجهزة تجارياً، وإذا لم يكن بالمستطاع الحصول عليها فيمكن تحضيرها في المختبر كما يلي:-

-	الصبغة الأساسية (الكريستال البنفسجي):يذاب 2غ من الكريستال البنفسجي في 20 مل من (الكحول الاثيلي بتركيز 95%) ونذيب 0,8 غم من اوكسلات الامونيوم.H2O C2O42 (NH4) في 80 مل من الماء، ثم نخلط المحلولين السابقين مع بعضهما. ويترك المزيج لمدة 24 ساعة قبل الاستعمال، ثم يرشح المحلول ويوضع في عبوة خاصة.
-	مرسخ (محلول اليود): نطحن 1 غم من بلورات اليود و2غم من يوديد البوتاسيومKI)) مع إضافة بعض المليلترات من الماء ونستمر بالطحن حتى يصبح المحلول جاهزاً، ثم نضيف إلى المحلول الماء المتبقي (مجموع الماء المضاف)300 مل.
-	عامل مزيل اللون(كحول) :-تخلط احجام متساوية من الكحول الاثيلي (95%) والاسيتون.
-	صبغة مضادة السفرانين:- تذوب 2,5 غم من صبغة السفرانين في 100 مل من الكحول الاثيلي (95%)، ثم تضاف 10 مل من المحلول السابق و100مل من الماء.
طريقة العمل(الصبغ) :-
تستعمل مزارع حديثة العمر عمرها 18-24 ساعة، لان مثل هذه المزارع تحتفظ خلال العمر المشار إليه بخواص تراكيب جدار الخلية.اما المزارع القديمة فإنها تميل إلى فقدان خاصية الصبغ الموجب الجرام.
1-	ناخذ مسحة خفيفة من البكتريا التي نريد صبغتها ونضعها في شريحة نظيفة.
2-	نضيف قطرة واحدة من الماء باستخدام القطرات.
3-	بواسطة اللوب نمزج العينة مع الماء بشكل جيد ثم نقوم بالفرش حتى نصف مساحة الشريحة تقريباً.
4-	ندعها تجف في الهواء ثم نثبتها بواسطة لهب بنزن، المسحة جاهزة للصبغ.
5-	نغمر المسحة بمحلول الكريستال البنفسجي لمدة دقيقة واحدة ثم نغسلها بالماء. 
6-	نغمر المسحة بمحلول اليود لمدة دقيقة واحدة، ثم نغسلها بالماء.
7-	نضيف الكحول حتى يختفي اللون لمدة 15-30 ثانية وذلك حسب كثافة المسحة، ثم نغسلها بالماء.
8-	نغمر المسحة بصبغة السفرانين لمدة 30 ثانية، ثم نغسلها بالماء.
9-	نجعل الشريحة تجف، ثم تقرأ.
- البكتريا الموجبة لصبغة كرام تظهر بلون بنفسجي فاتح.

```
* البكتريا السالبة لصبغة كرام تظهر بلون احمر.
```

ثانياً- اختيار الشريط المناسب:-
لناخذ على سبيل المثال السالمونيلا، فهي تنتمي إلى عائلة الامعائيات (Enterobacteriaccae) وبالتالي فان الشريط المناسب لها هو ID32E .
ملاحظة :- عادة ما يرفق جدول خاص يبين أنواع البكتريا المختلفة والطريقة المناسبة لكل نوع.
المواد التي يجب توفرها:
1. محلول كلوريد الصوديوم ذو التركيز 0.85% .
2. زيت معدني معقم.
3. الشريط المناسب لمجموعة البكتريا المراد فحصها strip (شريط) ID32E.
4. الماصة الإلكترونية.
5. جهاز مقياس الكثافة Densimat(لقياس كثافة المحلول البكتيري).
6. جهاز الـ mini API.

ثالثاً خطوات العمل:
أ‌- تؤخذ مستعمرة أو مستعمرات متشابهة من النمو البكتيري المراد فحصه، ونظيفه إلى محلول كلوريد الصوديوم 0.85% ونمزجه حتى يتجانس، ثم نقيس كثافة المحلول البكتيري باستخدام جهاز مقياس الكثافة  Densimat، وفي هذه الحالة يجب أن يساوي 0.5 مكفارلند (Mac Farland (McF.
ب‌-	ناخذ الشريطstrip  ID32E وهو يحتوي على 23 حجرة وكل حجرة تمثل فحصاً حيوياً كيميائياً، ونضيف إلى كل حجرة 55 ميكروليتر باستخدام الماصة الإلكترونية.
ت‌- بعض الحجرات يجب أن تضاف لها قطرتان من الزيت المعدني وذلك لتوفير جو لا هوائي.
ث‌- نضع الغطاء على الشريط (strip).
- يوضع الشريط (strip) في الحاضنة على درجة حرارة 37 م5 لمدة 24 ساعة. بعض الحاضنات تسبب جفاف الوسط الغذائي في الحجرات وللتخلص من هذه المشكلة فإننا نضع الشريط (strip) في وعاء يحتوي على كمية من الماء، ثم نغلفه، وبهذه الطريقة نستطيع توفير وسط رطب.
- بعد مرور 24 ساعة نقرأ العينة، اما قراءة اوتوماتيكية باستخدام جهاز الـ ( MINI API) أو نستطيع قراءة النتيجة بالاعتماد على جدول خاص يسمى جدول القراءة حيث يبين لون كل حجرة إذا كانت النتيجة سلبية أو ايجابية، وتسجل النتائج على اوراق خاصة.